# NK Radnički Zdena
NK Radnički je bosanskohercegovački nogometni klub iz Zdene, dijela Sanskog Mosta.

## Povijest
U sezoni 2001./02. pod nazivom NK Radnički 17. krajiška Zdena (Radnički 17K Zdena) igrali su u Prvoj ligi Federacije BiH u kojoj osvajaju posljednje 15. mjesto i ispadaju iz lige. Nakon toga igraju u Drugoj ligi Federacije BiH.
Trenutačno ne nastupaju u seniorskom nogometu, ali su aktivne mlađe uzrasne kategorije koje nastupaju u odgovarajućim natjecanjima županijskog saveza.

## Poznati bivši nogometaši
- Nikola Milinković[2]